# Куна (род)
Куна (лат. Martes) је род ситних звери који настањује Северну хемисферу. Обухвата 8 врста, од којих су познатије куна белица, куна златица и самур.

## Врсте
Врсте рода куна (Martes):
- Америчка куна (Martes americana)
- Жутогрла куна (Martes flavigula)
- Куна белица (Martes foina)
- Нилгиријска куна (Martes gwatkinsii)
- Куна златица (Martes martes)
- Јапанска куна (Martes melampus)
- Куна риболовац (Martes pennanti)
- Самур (Martes zibellina)

## Исхрана
Куне су сваштоједи, хране се веверицама, мишевима, зечевима, птицама, рибом, инсектима, јајима, воћем и коштуњавим воћем.